# Rivière de la Gamelle
Pour les articles homonymes, voir Gamelle.
La rivière de la Gamelle coule dans la région administrative du Bas-Saint-Laurent, au Québec, au Canada, en traversant successivement les municipalités régionales de comté de :
- MRC de Rivière-du-Loup : municipalité Saint-Paul-de-la-Croix ;
- MRC Basques : municipalité de Saint-Éloi.

La rivière de la Gamelle est un affluent de la rive ouest de la rivière des Trois Pistoles laquelle coule vers le nord jusqu'au littoral sud-est du fleuve Saint-Laurent où elle se déverse dans la municipalité de Notre-Dame-des-Neiges, dans la municipalité régionale de comté (MRC) des Basques.

## Géographie
La rivière de la Gamelle prend sa source dans la municipalité de Saint-Paul-de-la-Croix. Cette source est située à 5,9 km au sud-est du littoral sud-est de l'estuaire du Saint-Laurent, à 3,8 km au nord-est du centre du village de Saint-Paul-de-la-Croix et à 7,7 km au sud-est du centre du village de Saint-Éloi.
À partir de sa source, la rivière de la Gamelle coule sur 7,4 km, répartis selon les segments suivants :
- 1,9 km vers le nord dans Saint-Paul-de-la-Croix, en traversant le "lac du Caribou" (longueur : 0,5 km) et en coupant la route du 2e rang Est, jusqu'à la route du rang A ;
- 2,1 km vers le nord, jusqu'à la limite de Saint-Éloi ;
- 2,0 km vers le nord-est dans Saint-Éloi, jusqu'au chemin du 5e rang ;
- 1,4 km vers l'est, jusqu'à sa confluence.

La rivière de la Gamelle se déverse sur la rive ouest de la rivière des Trois-Pistoles, à 1,2 km en aval de la confluence de la rivière Plainasse, à 0,9 km en amont de la confluence de la rivière de la Sauvagesse et à 10,1 km au sud du pont de chemin de fer du Canadien National situé à la confluence de la rivière des Trois Pistoles.

## Toponymie
Le terme gamelle se refère à un récipient, généralement métallique, destiné à préparer, transporter ou manger des aliments lors de circonstances où il n'est pas envisageable d'employer les ustensiles habituellement utilisés au foyer. Quant au mot gamelle composant le toponyme, il fait  référence à une gamelle utilisée lors d'une halte le long de la rivière par les voyageurs ou travailleurs forestiers.
Le toponyme rivière de la Gamelle a été officialisé le 5 décembre 1968 à la Commission de toponymie du Québec